# Military Cross
Military Cross (MC) er den tredje højeste militærdekoration, som kan tildeles officerer og fra 1993 andre grader inden for Storbritanniens væbnede styrker, og tidligere også officerer fra andre Commonwealth-lande.
MC tildeles som anerkendelse for "en eller flere eksemplarisk modige handlinger under aktive operationer mod fjenden til lands til alle medlemmer, uanset rang af vores væbnede styrker…". I 1979 godkendte den britiske dronning et forslag om, at en række ordner, herunder Military Cross, fremover skulle kunne til dels posthumt.

## Historie
Udmærkelsen blev skabt i 1914 for officerer med rang af kaptajn eller lavere og for seniorsergenter. I 1931 blev ordenen udvidet til også at omfatte majorer og personel fra RAF for handlinger på landjorden. Siden ændringen af ordenssystemet i 1993, som gik ud på at fjerne betydningen af rang ved tildeling af udmærkelser for udvist mod, tildeles der ikke længere Military Medal, som tidligere var det tredje niveau af udmærkelser for andre grader. Military Cross er nu det tredje niveau af udmærkelse for mod på landjorden for alle grader i Storbritanniens væbnede styrker.
Der tildeles bjælker til Military Cross som anerkendelse for yderligere handlinger, som ville begrunde tildelingen af æresbevisningen. Modtagere har krav på at få tilføjet MC til deres navn.

### Beskrivelse
- Højest 4,6 cm høj, højest 4,4 cm bred.
- Ornamentalt sølvkors med lige arme afsluttet i brede korsblomster dekoreret med imperiekroner ophængt i glatte stænger. Forsiden har et kongeligt monogram i centrum
- Bagsiden er glat, men fra 1938 er navnet på modtageren og årstallet for tildelingen indgraveret på den nedre arm af korset.

## Bemærkelsesværdige tildelinger
- Under 1. Verdenskrig var fungerende kaptajn Francis Victor Wallington fra Royal Field Artillery den første, som fik tildelt MC og tre bjælker, da han fik tildelt sin tredje bjælke den 10. juli 1918 (omtalt i London Gazette 13. september 1918: Han havde opnået de første tre udmærkelser, mens han var sekondløjtnant).[4][5] Tre andre officer fik efterfølgende tildelt en tredje bjælke: Percy Bentley, Humphrey Arthur Gilkes og Charles Gordon Timms. Alle blev de omtalt i et tillæg til London Gazette den 31. januar 1919.[4][6]

- Under 2. Verdenskrig anførte kaptajn Sam Manekshaw fra den indiske armé (som senere steg i graderne til feltmarskal), et modangreb mod de invaderende japanere i Burma. I løbet af offensiven blev han ramt og alvorligt såret i maven af en maskingeværsalve. Generalmajor D.T. Cowan bemærkede, at Manekshaw kæmpede for at holde sig i live og bemærkede hans tapperhed over for hårdnakket japansk modstand. Da han frygtede det værste, skyndte Cowan sig at placere sit eget Military Cross ordensbånd på Manekshaw, idet han sagde: "En død mand kan ikke få tildelt et Military Cross."[7]

- Den danske kommandosoldat Anders Lassen fik MC tre gange – altså MC med to bjælker – inden han som eneste ikke-brite i Anden Verdenskrig fik VC posthumt. Lassen havde rang af major i specialenheden Special Boat Service (SBS), da han faldt i kamp i Italien den 9. april 1945. Det var på 5-årsdagen for Tysklands angreb på Danmark og mindre end en måned før tyskernes kapitulation.

- Det første Military Cross, som blev tildelt posthumt, gik til kaptajn Herbert Richard Westmacott (491354), Grenadier Guards, for udvist tapperhed i Nordirland i perioden 1. februar til 30. april 1980.[8]

- Den første kvinde, som fik tildelt Military Cross, var menig Michelle Norris fra Royal Army Medical Corps, mens hun var tilknyttet Princess of Wales's Royal Regiment i Irak. Norris blev tildelt sin medalje af dronning Elizabeth 2. personligt den 21. marts 2007 som følge af hendes indsats i Irak.[9][10][11] Den 11. juni 2006 kom hendes enhed under kraftig beskydning. Da vognkommandøren blev ramt, sprang Norris ud af den pansrede mandskabsvogn og kravlede op for at få den sårede i sikkerhed. Under intens fjendtlig beskydning lykkedes det Norris at sikre og behandle den hårdt sårede kommandør, og begge blev evakueret af en britisk Lynx-helikopter.

## Eksterne kilder
- Database of Australian Awardees Arkiveret 5. marts 2017 hos  Wayback Machine på Australian Government Honours website Arkiveret 4. maj 2019 hos  Wayback Machine

- "The King's Own Royal Regiment Museum, (Lancaster), Military Cross". www.kingsownmuseum.plus.com. Arkiveret fra originalen 7. september 2008. Hentet 1. juli 2009.
- Noter om antallet af tildelinger